# Campionato mondiale femminile under 18 di pallavolo 2001
Il VII campionato mondiale pre-juniores di pallavolo femminile si è svolto dal 22 al 30 settembre 2001 a Pola e Fiume, in Croazia. Alla competizione hanno partecipato 16 squadre nazionali pre-juniores e la vittoria finale è andata per la prima volta alla Cina.

## Squadre partecipanti
| - Argentina - Bielorussia - Brasile - Cina - Corea del Sud - Croazia - Giappone - Italia | - Kenya - Polonia - Porto Rico - Rep. Dominicana - Rep. Ceca - Russia - Spagna - Taipei cinese |

## Gironi
| Girone A                           | Girone B                                    | Girone C                         | Girone D                     |
| ---------------------------------- | ------------------------------------------- | -------------------------------- | ---------------------------- |
| Croazia Kenya Spagna Taipei cinese | Bielorussia Giappone Rep. Dominicana Russia | Brasile Italia Polonia Rep. Ceca | Argentina Cina Corea del Sud |

## Seconda fase

### Play-off a 8

#### Squadre qualificate
- Giappone
- Italia
- Polonia
- Rep. Dominicana

## Fase finale - Pola

### Finali 1º e 3º posto
|  | Quarti          | Quarti  |         |        | Semifinale | Semifinale |  |  | Finale | Finale |
|  |                 |         |         |        |            |            |  |  |        |        |
|  |                 |         |         |        |            |            |  |  |        |        |
|  |                 |         |         |        |            |            |  |  |        |        |
|  | Polonia         | 3       |         |        |            |            |  |  |        |        |
|  | Polonia         | 3       |         |        |            |            |  |  |        |        |
|  | Russia          | 0       |         |        |            |            |  |  |        |        |
|  | Russia          | 0       | Polonia | 1      |            |            |  |  |        |        |
|  |                 |         | Polonia | 1      |            |            |  |  |        |        |
|  |                 | Brasile | 3       |        |            |            |  |  |        |        |
|  | Brasile         | Brasile | 3       | 3      |            |            |  |  |        |        |
|  | Brasile         |         |         | 3      |            |            |  |  |        |        |
|  | Rep. Dominicana | 1       |         |        |            |            |  |  |        |        |
|  | Rep. Dominicana | 1       | Brasile | 1      |            |            |  |  |        |        |
|  |                 |         | Brasile | 1      |            |            |  |  |        |        |
|  |                 | Cina    | 3       |        |            |            |  |  |        |        |
|  | Taipei cinese   | Cina    | 3       | 1      |            |            |  |  |        |        |
|  | Taipei cinese   |         |         | 1      |            |            |  |  |        |        |
|  | Italia          | 3       |         |        |            |            |  |  |        |        |
|  | Italia          | 3       | Cina    | 3      | 3º posto   | 3º posto   |  |  |        |        |
|  |                 |         | Cina    | 3      | 3º posto   | 3º posto   |  |  |        |        |
|  |                 | Italia  | 1       |        |            |            |  |  |        |        |
|  | Cina            | Italia  | 1       | 3      | Polonia    | 3          |  |  |        |        |
|  | Cina            |         |         | 3      | Polonia    | 3          |  |  |        |        |
|  | Giappone        | 0       |         | Italia | 2          |            |  |  |        |        |
|  | Giappone        | 0       |         |        | 2          |            |  |  |        |        |
|  |                 |         |         |        |            |            |  |  |        |        |
|  |                 |         |         |        |            |            |  |  |        |        |

### Finali 5º e 7º posto
|  | Semifinali      | Semifinali      | Semifinali |          |        | Finale 5º/6º posto | Finale 5º/6º posto | Finale 5º/6º posto |  |
|  |                 |                 |            |          |        |                    |                    |                    |  |
|  | Rep. Dominicana | Rep. Dominicana | 1          |          |        |                    |                    |                    |  |
|  | Rep. Dominicana | Rep. Dominicana | 1          |          |        |                    |                    |                    |  |
|  | Russia          | Russia          | 3          |          |        |                    |                    |                    |  |
|  | Russia          | Russia          | 3          |          | Russia | Russia             | 0                  |                    |  |
|  |                 |                 |            |          | Russia | Russia             | 0                  |                    |  |
|  |                 |                 | Giappone   | Giappone | 3      |                    |                    |                    |  |
|  | Giappone        | Giappone        | Giappone   | Giappone | 3      | 3                  |                    |                    |  |
|  | Giappone        | Giappone        |            |          |        | 3                  |                    |                    |  |
|  | Taipei cinese   | Taipei cinese   | 0          |          |        | Finale 7º/8º posto | Finale 7º/8º posto | Finale 7º/8º posto |  |
|  | Taipei cinese   | Taipei cinese   | 0          |          |        |                    |                    |                    |  |
|  |                 |                 |            |          |        |                    |                    |                    |  |
|  |                 |                 |            |          |        | Taipei cinese      | Taipei cinese      | 3                  |  |
|  |                 |                 |            |          |        | Taipei cinese      | Taipei cinese      | 3                  |  |
|  |                 |                 |            |          |        | Rep. Dominicana    | Rep. Dominicana    | 1                  |  |

## Classifica finale
| Classifica | Squadre         |
| ---------- | --------------- |
|            | Cina            |
|            | Brasile         |
|            | Polonia         |
| 4          | Italia          |
| 5          | Giappone        |
| 6          | Russia          |
| 7          | Taipei cinese   |
| 8          | Rep. Dominicana |
| 9          | Argentina       |
| 9          | Corea del Sud   |
| 9          | Croazia         |
| 9          | Spagna          |
| 13         | Bielorussia     |
| 13         | Kenya           |
| 13         | Porto Rico      |
| 13         | Rep. Ceca       |